# IFK Enskede
IFK Enskede är en orienteringsklubb från Enskede i södra Stockholm.
Föreningen bildades den 10 september 1920 och hade ursprungligen längdskidåkning och backhoppning som huvudverksamhet. Man hade en anläggning med två hoppbackar i Hemskogen, Enskede hoppbacke, som invigdes 1924, och föreningen vann bland annat SM-guld i nordisk kombination på 1930-talet. Björn Holm vann två junior-SM-guld i backhoppning för klubben i slutet av 1940-talet.
Även tävlingscykling och friidrott fanns i början på programmet för föreningen, och även i dessa discipliner tog man SM-segrar och hade dessutom OS-deltagare. Gunnar Sköld och Maud Nörklit var två av de som på 1920-talet vann SM-guld i friidrottsgrenar för IFK Enskede, och cyklisterna Gustav Svensson och Bernhard Britz vann SM-guld för klubben på 1930-talet.
Orientering blev tidigt breddsporten i klubben, och är sedan länge den enda verksamhet som bedrivs. Även i orientering har föreningen flera SM-segrar, med en höjdpunkt på 1940-talet.